# 10 Canum Venaticorum
10 Canum Venaticorum (10 CVn) es una estrella en la constelación de Canes Venatici, los perros de caza.
Se localiza entre Cor Caroli (α Canum Venaticorum) y Asterion (β Canum Venaticorum), las dos estrellas más brillantes de la constelación.
De magnitud aparente +6,00, se encuentra a 57 años luz del sistema solar.
10 Canum Venaticorum es una enana amarilla de tipo espectral G0V con una temperatura efectiva entre 5830 y 5840 K.
Aunque en primera instancia puede parecer casi idéntica al Sol o a Asterion —esta última en la misma constelación—, presenta una metalicidad muy baja, siendo su abundancia relativa de hierro igual al 30% de la solar.
La misma tendencia se observa en otros elementos como cobalto, sodio, níquel, cobre y manganeso, siendo la abundancia de este último metal [Mn/H] = -0,65.
Se piensa que es una antigua estrella del disco grueso cuya órbita alrededor del centro de la galaxia la lleva a alejarse hasta 2000 pársecs respecto al plano galáctico —sirva como referencia Asterion, la cual no se aleja más de 90 pársecs del plano de la Vía Láctea—.
De igual tamaño que el Sol, 10 Canum Venaticorum gira sobre sí misma con una velocidad de rotación de al menos 3 km/s.
Brilla con una luminosidad un 15% mayor que la luminosidad solar y tiene una masa estimada equivalente al 87% de la masa solar.
Su edad se estima en 8320 millones de años.
Un exceso en radiación infrarroja emitida a 70 μm sugiere la presencia de un disco de polvo a su alrededor.